# Ансени-Сен-Жереон
Ансени-Сен-Жереон (фр. Ancenis-Saint-Géréon) — новая коммуна на западе Франции, находится в регионе Пеи-де-ла-Луар, департамент Атлантическая Луара, округ Шатобриан-Ансени, центр кантона Ансени. Расположена в 35 км к северо-востоку от Нанта и в 50 км к западу от Анже, в 6 км от автомагистрали А11, на правом берегу реки Луара.
Коммуна образована 1 января 2019 года путем слияния коммун Ансени и Сен-Жереон. Центром новой коммуны является Ансени. От него к новой коммуне перешли почтовый индекс, код INSEE и статус центра кантона. На картах в качестве координат Ансени-Сен-Жереон указываются координаты Ансени.
Население (2017) — 10 802 человек.

## История
Первое поселение на территории нынешней коммуны было основано в галло-римский период в районе Сен-Жереона. Ансени был основан в 984 году Гюерешем, внебрачным сыном герцога Бретани Алена II Кривая Борода, для защиты новых границ территории Бретани, образовавшихся после победы Алена II над норманнами. Главной угрозой для Ансени были герцоги Анжуйские, которые уже в 987 году осадили его. Построенный на половине пути из Анже в Нант, Ансени традиционно считался «воротами в Бретань».
В 1468 году в Ансени был подписан договор, по которому герцог Франциск II Бретонского признал свою ленную зависимость от короля Франции  и обязывался разорвать союзные отношения с герцогом Бургундским Карлом Смелым и королем Англии Эдуардом IV. 
Первый мост построен через Луару с 1838 по 1839 год. В январе 1953 года был открыт новый мост, названный «Мост Анжу-Бретань». 
23 марта 2018 года муниципалитеты Ансени и Сен-Жереона проголосовали за объединение коммун, и это решение вступило в силу с 1 января 2019 года. 

## Достопримечательности
- Шато Ансени X века, частично разрушенный в XV веке
- Галлы XV века
- Здание мэрии 1863 года в стиле Наполеона III
- Церковь Святого Петра XV века
- Бывший монастырь урсулинок XVII века; сейчас используется как место проведения выставок и концертов, в нем также размещается ассоциация коммун Ансени
- Часовня Богородицы Избавительницы (Нотр-Дам-де-ла-Деливранс)
- Церковь Святого Жереона 1840 года
- Мост Анжу-Бретань через Луару
- Менгиры Пьер-Мельер со скалой

## Экономика
Структура занятости населения:
- сельское хозяйство — 0,6 %
- промышленность — 25,3 %
- строительство — 5,4 %
- торговля, транспорт и сфера услуг — 48,7 %
- государственные и муниципальные службы — 20,0 %

Уровень безработицы (2017 год) — 11,9 % (Франция в целом — 13,4 %, департамент Атлантическая Луара — 11,6 %). 

Среднегодовой доход на 1 человека, евро (2017 год) — 20 860 (Франция в целом — 21 110, департамент Атлантическая Луара — 21 910).
В Ансени находится штаб-квартира одного из крупнейших сельскохозяйственных кооперативов Франции Terrena.

## Демография
Динамика численности населения, чел.

## Администрация
Пост мэра Ансени-Сен-Жереон с 2020 года занимает Реми Орон (Rémy Orhon ). На муниципальных выборах 2020 года возглавляемый им левый блок победил во 2-м туре, получив 58,50 % голосов.
| Период | Период | Фамилия         | Партия                                        | Примечания                                                              |
| ------ | ------ | --------------- | --------------------------------------------- | ----------------------------------------------------------------------- |
| 2019   | 2020   | Жан-Мишель Тоби | Демократическое движение, Вперёд, Республика! | врач, член Генерального совета департамента, мэр Ансени в 2001-2018 гг. |
| 2020   |        | Жаки Друэ       | Разные левые                                  | территориальный инженер                                                 |

## Города-побратимы
- Керкем, Великобритания
- Бад-Брюккенау, Германия

## Галерея

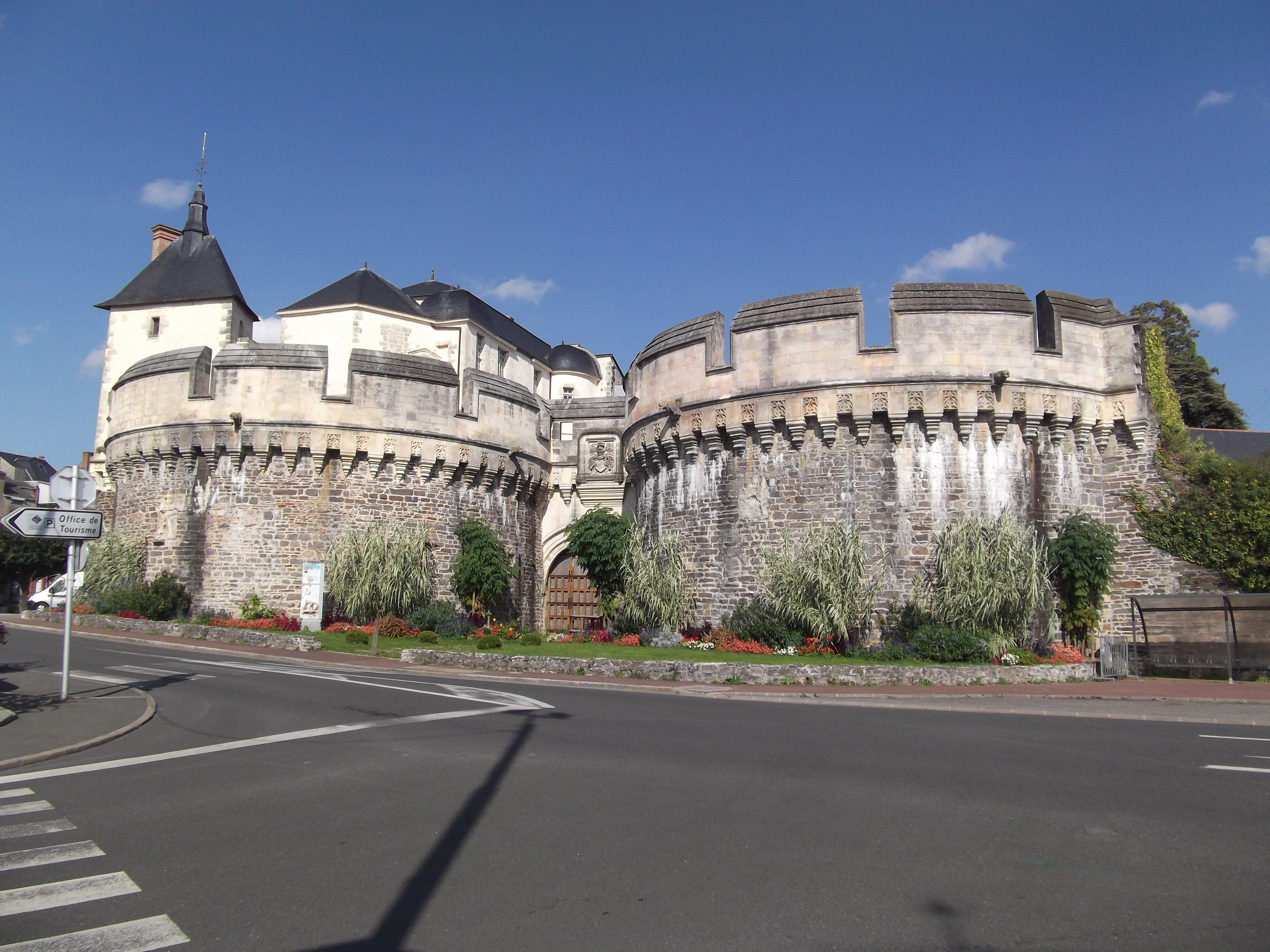
Шато Ансени
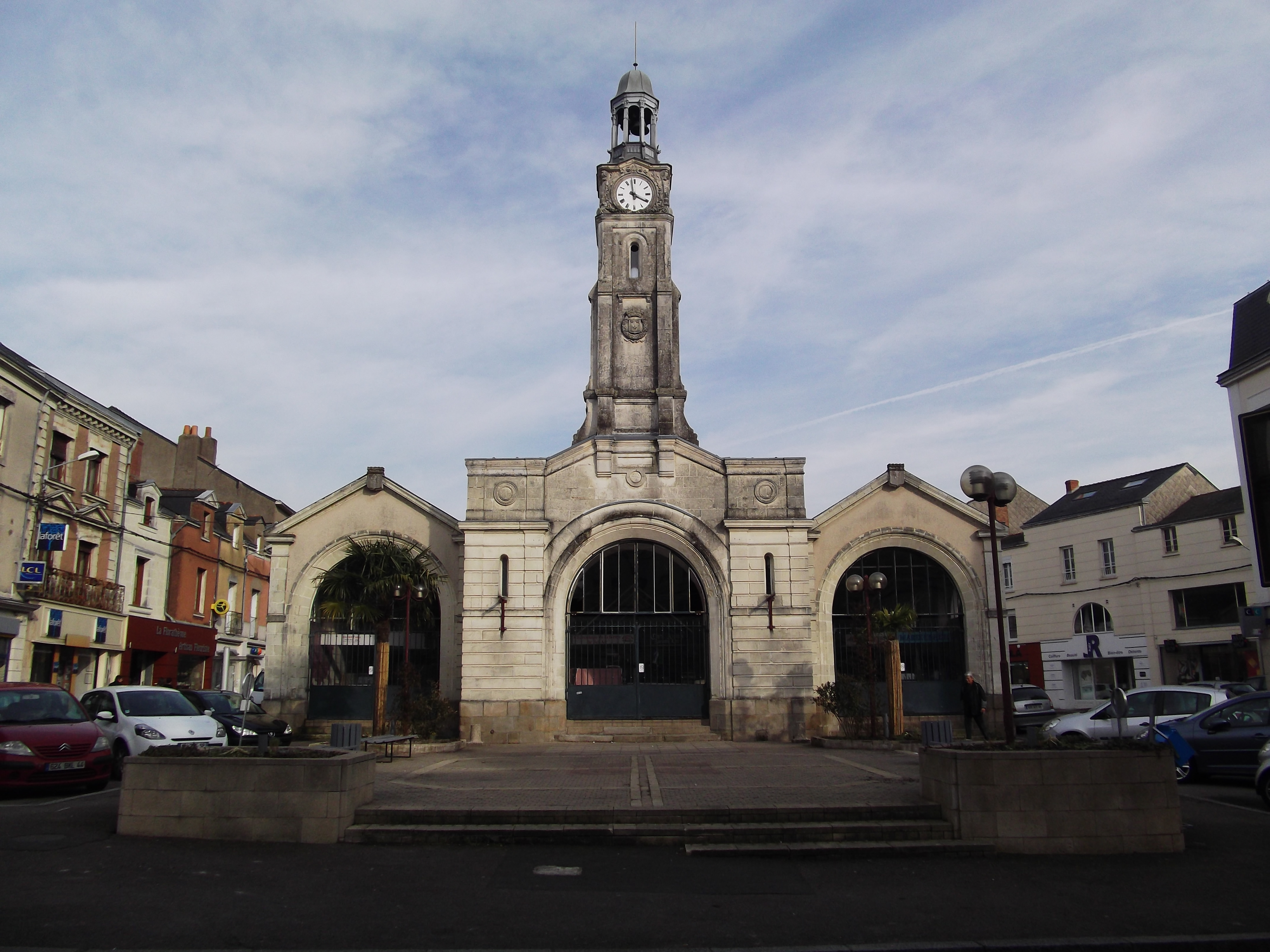
Галлы
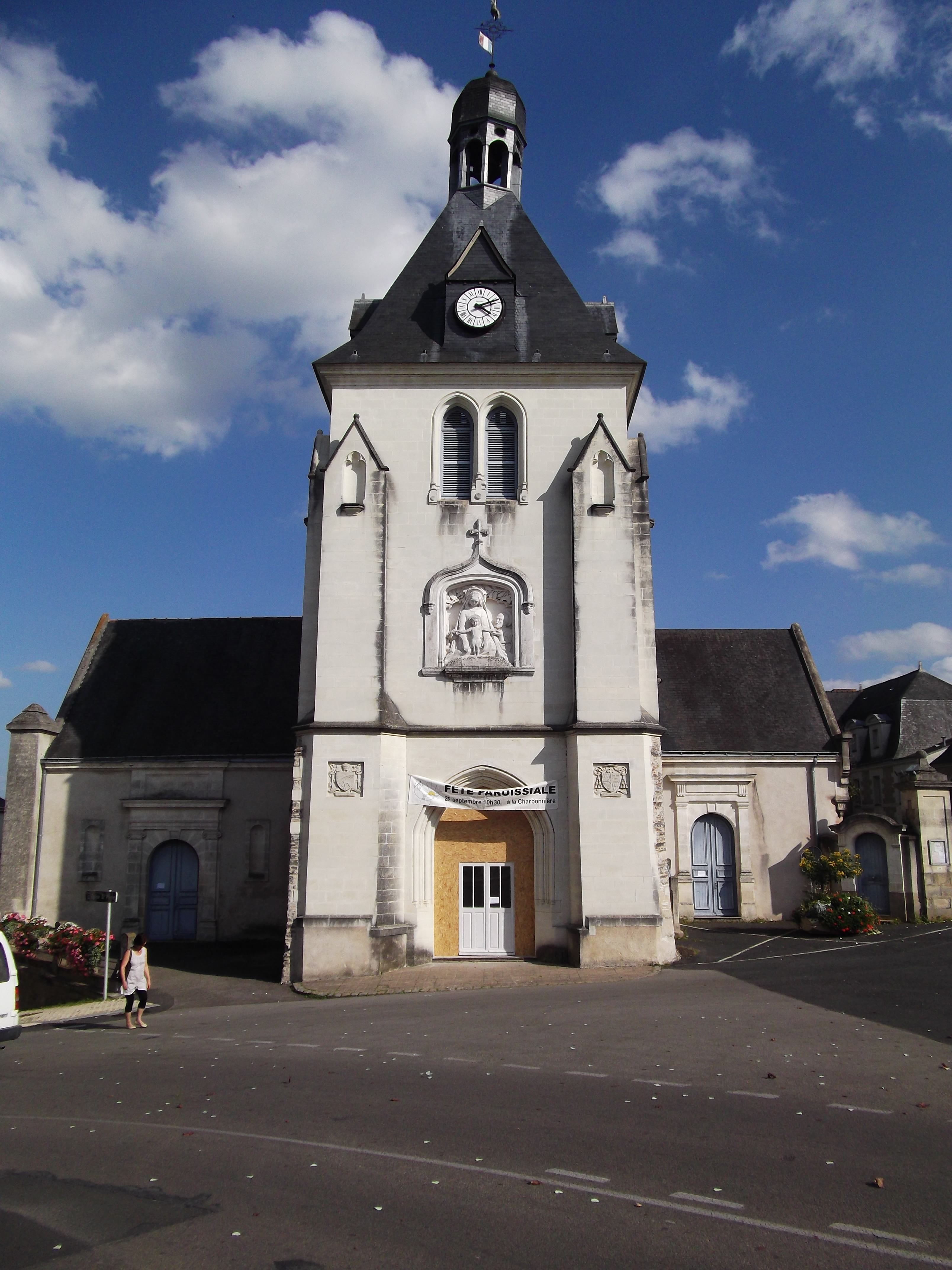
Церковь Святого Петра
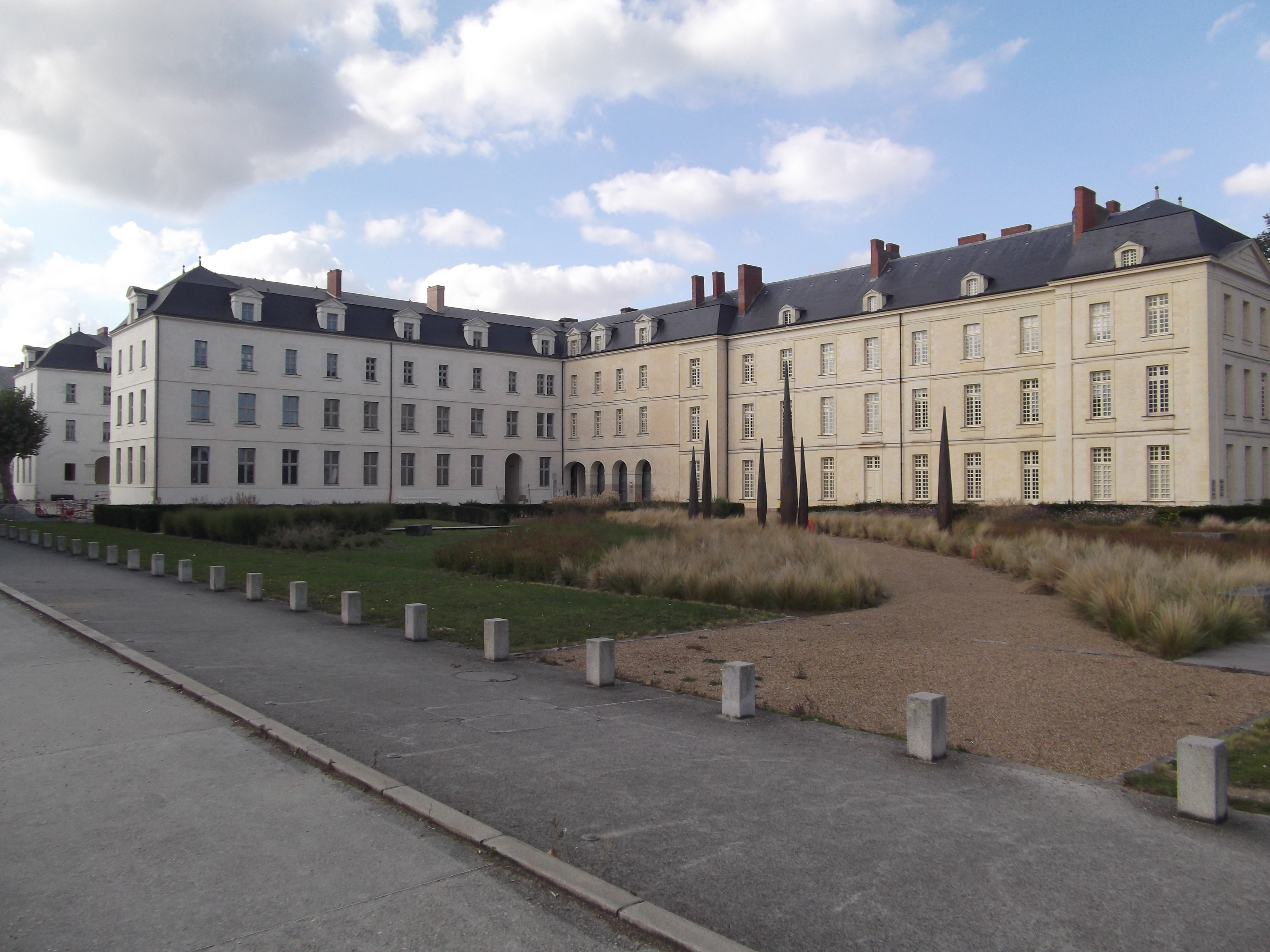
Бывший монастырь урсулинок
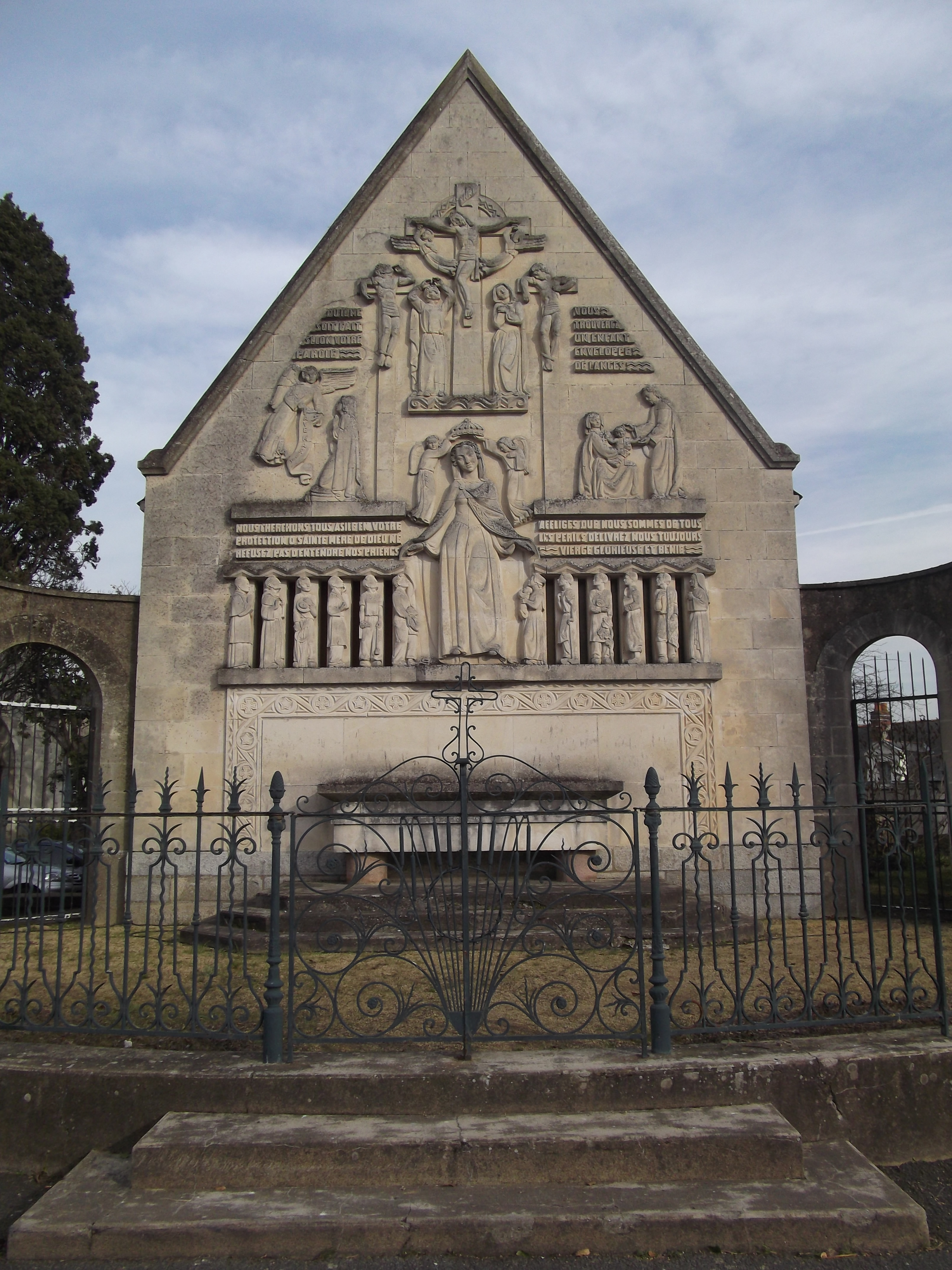
Фасад часовни Нотр-Дам-де-ла-Деливранс
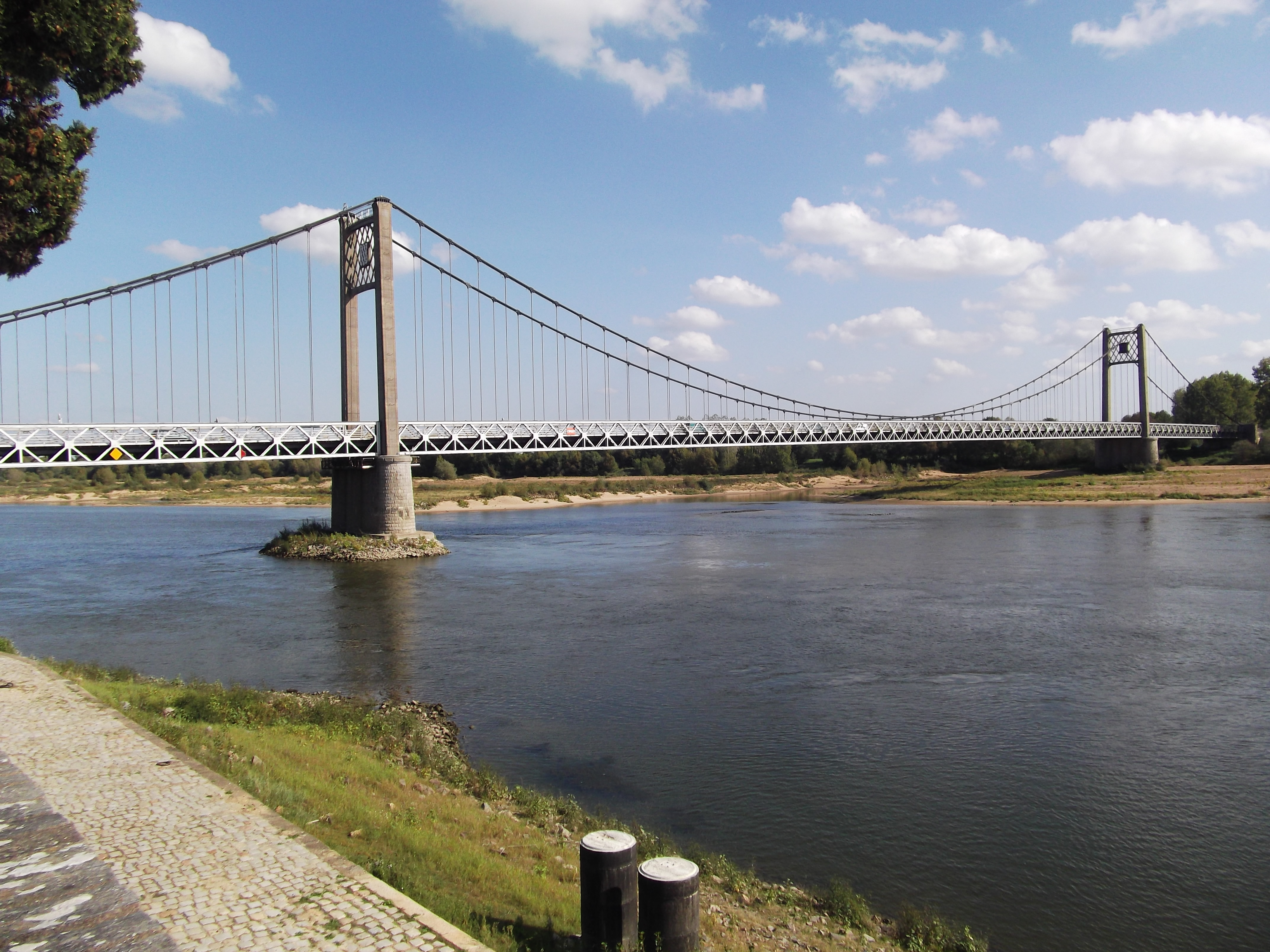
Мост Анжу-Бретань
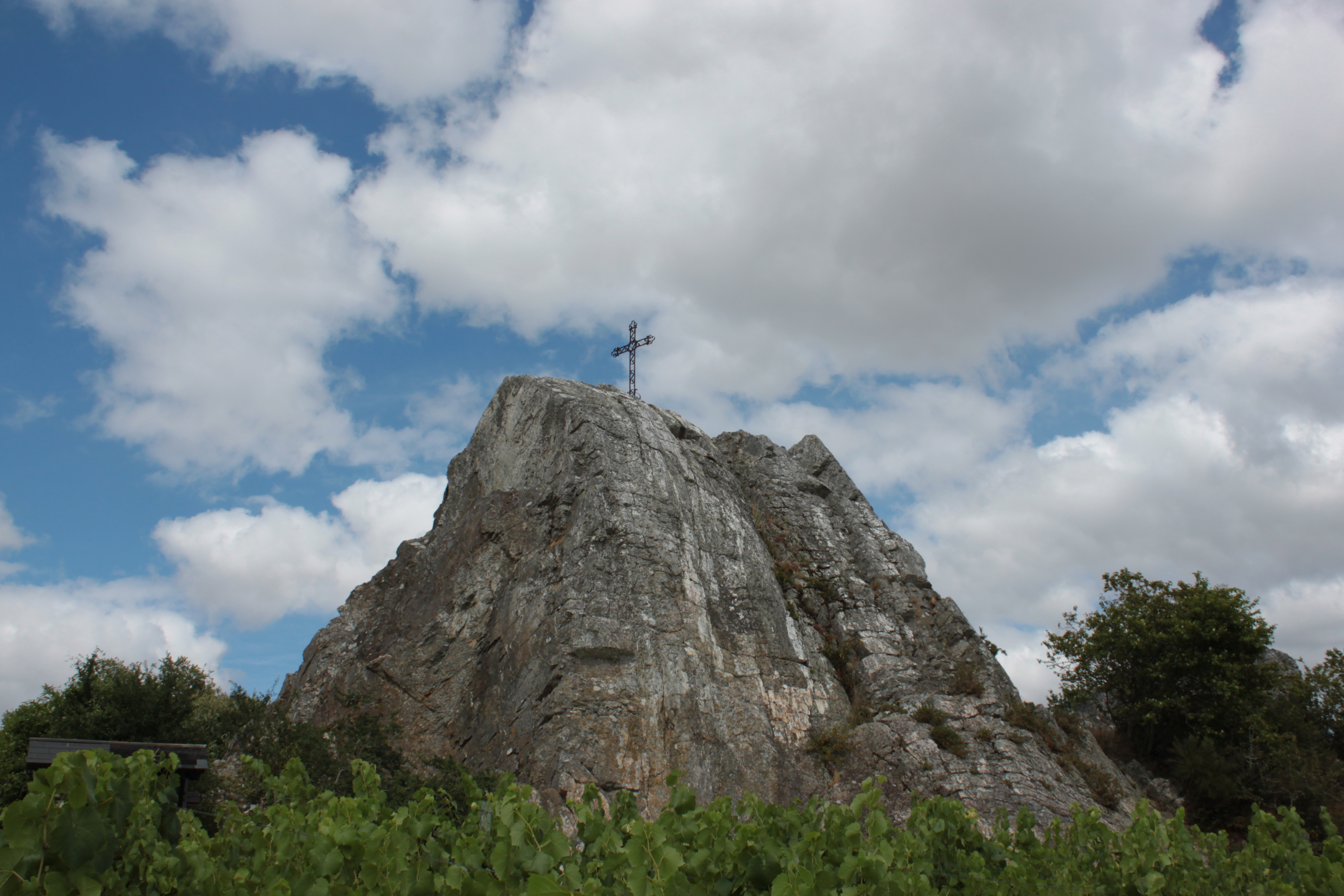
Скала Пьер-Мельер
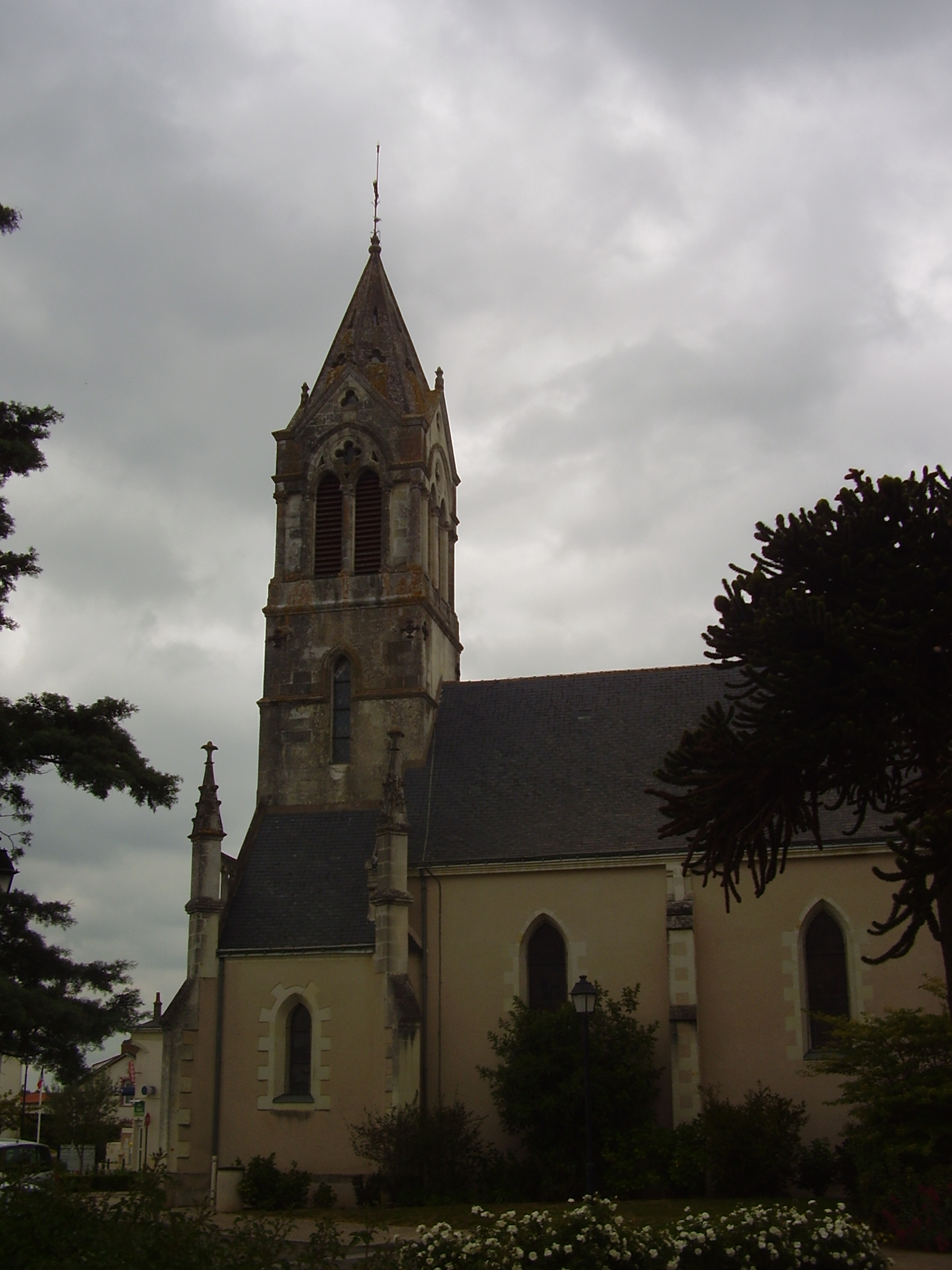
Церковь Святого Жереона